# Copa Constitució 1997-1998
La Copa Constitució 1997-1998 è stata la 6ª edizione della Coppa di Andorra di calcio, disputato nella primavera del 1998. Fu vinta dal Principat, al suo quinto titolo.
È noto soltanto il risultato della finale.

## Finale
| Andorra La Vella | Principat | 4 – 3 | FC Santa Coloma | Estadi Comunal d'Aixovall |